# Hypsiprymnodon moschatus
O rato-canguru-almiscarado (Hypsiprymnodon moschatus) é um marsupial do tamanho de um rato, que pode ser encontrado em florestas pluviais da Nova Guiné e do Nordeste da Austrália. Apesar de alguns cientistas colocarem esta espécie com uma subfamília (Hypsiprymnodontinae) da família Potoroidae, a mais recente classificação coloca-a na família Hypsiprymnodontidae. É o mais pequeno dos macrópodes e é quadrúpede e de hábitos diurnos. Tem aproximadamente 23 cm de comprimento. Alimenta-se de fruta caída e também de pequenos invertebrados.
Movimenta-se estendendo as patas traseiras e depois avançando ambas as patas posteriores.
As fêmeas têm ninhadas de 2 a 3 crias, que permanecem na bolsa durante cerca de 21 semanas.